# Calyptommatus
Calyptommatus – rodzaj jaszczurek z rodziny okularkowatych (Gymnophthalmidae).

## Zasięg występowania
Rodzaj obejmuje gatunki występujące endemicznie w Brazylii. 

## Systematyka

### Etymologia
Calyptommatus: gr. καλυπτος kaluptos „okryty, ukryty”, od καλυπτω kaluptō „okrywać”; ομμα omma, ομματος ommatos „oko”.

### Podział systematyczny
Do rodzaju należą następujące gatunki: 
- Calyptommatus confusionibus Rodrigues, Zaher & Curcio, 2001
- Calyptommatus frontalis Recoder, Marques-Souza, Silva-Soares, Ramiro, Castro & Rodrigues, 2022
- Calyptommatus leiolepis Rodrigues, 1991
- Calyptommatus nicterus Rodrigues, 1991
- Calyptommatus sinebrachiatus Rodrigues, 1991